# Sebastián Montoya

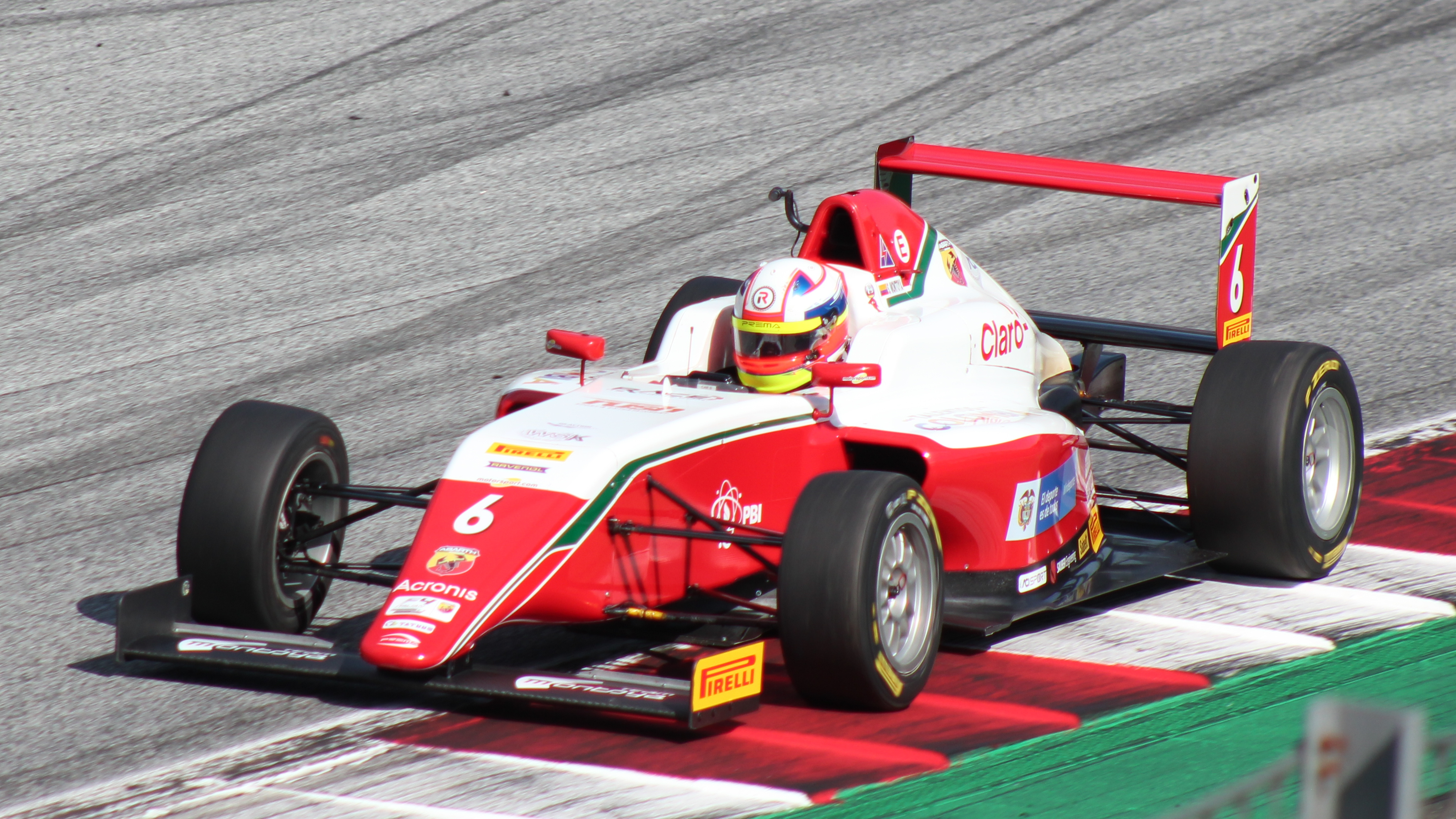
Sebastián Montoya op de Red Bull Ring in 2021.

Sebastián "Sebas" Montoya Freydell (Miami, 11 april 2005) is een Colombiaans-Amerikaans autocoureur. Hij is de zoon van voormalig Formule 1-coureur Juan Pablo Montoya. In 2023 maakte hij deel uit van het Red Bull Junior Team, het opleidingsprogramma van het Formule 1-team van Red Bull Racing.

## Carrière
Montoya begon zijn autosportcarrière in het karting in 2013 op achtjarige leeftijd. Hij kwam uit in de Rotax Micro Max-klasse van de Florida Winter Tour. Hij bleef vier jaar actief in deze klasse, waarin een vijfde plaats in 2016 zijn beste resultaat was. Vervolgens verhuisde hij naar Europa, waar hij in 2017 deelnam aan het Europees kartkampioenschap, georganiseerd door de CIK-FIA. Hij reed drie jaar in Europese kartkampioenschappen, met twee deelnames aan het wereldkampioenschap en drie deelnames aan het Europees kampioenschap. Gedurende zijn kartcarrière won hij slechts een internationaal kampioenschap, de Junior ROK-klasse van de Rok the Rio in 2018.
In 2020 stapte Montoya over naar het formuleracing, waarin hij uitkwam in het Italiaanse Formule 4-kampioenschap bij het Prema Powerteam. Hij kende een redelijk debuutseizoen, waarin drie vijfde plaatsen zijn beste klasseringen waren; twee hiervan behaalde hij op het Misano World Circuit Marco Simoncelli en een op het Autodromo Nazionale Monza. Met 81 punten werd hij elfde in het kampioenschap. Daarnaast reed hij in twee raceweekenden van het ADAC Formule 4-kampioenschap op de Nürburgring en de Hockenheimring Baden-Württemberg, met twee achtste plaatsen op de Nürburgring als hoogste klasseringen.
In 2021 bleef Montoya actief in de Italiaanse Formule 4 bij Prema. Zijn resultaten verbeterden flink en hij behaalde negen podiumplaatsen in 21 races, alhoewel hij geen zeges behaalde. Met 194 punten werd hij achter Oliver Bearman, Tim Tramnitz en Kirill Smal vierde in de eindstand. Ook reed hij in de eerste twee raceweekenden van de ADAC Formule 4. Hij behaalde een podiumplaats op de Red Bull Ring en twee op het Circuit Zandvoort, waardoor hij met 72 punten negende werd.
In 2022 begon Montoya het seizoen in het Formula Regional Asian Championship, waarin hij voor het team Mumbai Falcons India Racing in drie van de vijf raceweekenden reed. Hij behaalde twee zeges, een op het Yas Marina Circuit en een op het Dubai Autodrome, en stond daarnaast in een andere race op het podium. Met 92 punten werd hij zevende in het eindklassement. Vervolgens debuteerde hij in de langeafstandsracerij in de 12 uren van Sebring, waarin hij voor het team DragonSpeed - 10 Star een auto deelde met zijn vader Juan Pablo en met Henrik Hedman. Later in het seizoen reed hij ook voor het team in de race op Watkins Glen International. In Europa debuteerde hij in het Formula Regional European Championship bij Prema. Twee vierde plaatsen op het Autodromo Internazionale Enzo e Dino Ferrari en Zandvoort waren zijn beste resultaten, waardoor hij met 44 punten dertiende werd in de eindstand. Daarnaast kwam hij tijdens het weekend op Zandvoort voor het eerst uit in het FIA Formule 3-kampioenschap voor Campos Racing als vervanger van de geblesseerde Hunter Yeany. In zijn eerste twee races in de klasse werd hij achtste.
In 2023 begon Montoya het seizoen in het Formula Regional Middle East Championship, de opvolger van het Aziatische kampioenschap, bij Hitech Pulse-Eight. Een zesde plaats op het Kuwait Motor Town was zijn beste resultaat en hij eindigde met 12 punten op plaats 21 in het klassement. Ook werd hij opgenomen in het Red Bull Junior Team, het opleidingsprogramma van het Formule 1-team van Red Bull Racing. Later dat jaar nam hij deel aan zijn eerste volledige seizoen van de FIA Formule 3, eveneens bij Hitech. Hij eindigde op het Albert Park Street Circuit op het podium en werd met 37 punten zestiende in de eindstand. Aan het eind van het seizoen nam hij deel aan de Grand Prix van Macau bij Campos Racing, maar kwam hierin met vijf ronden achterstand over de finish.
In 2024 bleef Montoya actief in de FIA Formule 3, maar ook hier stapte hij over naar Campos Racing. Tevens verliet hij het Red Bull Junior Team. Op het Circuit de Spa-Francorchamps behaalde hij zijn enige podiumfinish van het jaar. Met 40 punten werd hij zeventiende in het kampioenschap.
In 2025 maakt Montoya de overstap naar de Formule 2, waarin hij terugkeert bij het team van Prema.